# Andrew McFarlane (acteur)
Andrew McFarlane (Albany (West-Australië), 6 juni 1951) is een Australische acteur.
Hij is in Nederland vooral bekend geworden doordat hij de rol van Dr. Tom Callaghan in de televisieserie The Flying Doctors speelde. Ook speelde hij een rol in de Australische soapserie Home and Away. In 2005 maakte hij deel uit van de cast van Neighbours.